# Тополя Олена Олександрівна
Оле́на Олекса́ндрівна Ку́чер, у шлюбі Топо́ля (до жовтня 2023 року також відома як Альоша або Alyosha; нар. 14 травня 1986, Запоріжжя) — українська співачка, композиторка та авторка пісень. Із піснею «Sweet People» представляла Україну на 55-му конкурсі «Євробачення» в Осло, де посіла десяте місце, набравши у фіналі 108 балів.
Багаторазова лауреатка, номінантка та переможниця українських національних музичних премій «Золота жар-птиця», YUNA, M1 Music Awards. ЇЇ пісні три роки поспіль (2017—2019) обиралися найкращими піснями року у рамках української музичної премії «Музична платформа».

## Життя і творчість

### Ранні роки
Народилася 14 травня 1986 року в Запоріжжі в родині міліціонера, працівника ДАІ Олександра Миколайовича Кучера та працівниці авіазаводу Людмили Федорівни Кучер. Батько захоплювався рибальством, тож в дитинстві Олена допомагала продавати рибу. Двоє братів Олени (один з яких Руслан) займалися карате та кунг-фу, вона брала участь у їх тренуваннях, від них же отримавши прізвисько Льошка, частіше Льо.
У шкільні роки Олена співала у хорі та займалася у музичній студії «Юність». Закінчила факультет естрадного вокалу у Київському національному університеті культури і мистецтв.

### 2006—2010: «Євробачення»
У 2006 році Олена Кучер стала переможницею міжнародного конкурсу «Ялта 2006», у якому взяли участь представники з 14 країн світу.
В 2008 році здобула перемогу в ІІ Міжнародному телевізійному конкурсі «Пісні моря». За результатами двох конкурсних днів співачка отримала 165 балів. Участь у конкурсі брали представники з 12 країн, зокрема, США, Польщі, Ізраїлю, Литви та ін.
20 березня 2010 року перемогла в Національному відборі на конкурс «Євробачення 2010» з піснею «To be free». Як виявилося згодом, пісня була дуже схожою на «Knock Me Out» у виконанні Лінди Перрі, тож Кучер звинуватили у плагіаті. Окрім того, пісню розмістили для продажу ще в 2008 році на Amazon та MySpace, що порушувало вимоги Європейської спілки радіомовлення і телебачення, тож співачці запропонували змінити пісню. 25 березня вона презентувала нову композицію, «Sweet People», з якою поїхала на «Євробачення» в Осло.
27 травня Альоша пройшла до фіналу «Євробачення» з другого півфіналу. У фіналі посіла десяте місце.

В тому ж році Альоша презентувала англомовний альбом «A World Outside Your Door», випущений в США компанією Sony BMG. До пластинки увійшло 10 треків.

### 2011—2016
У 2011 році Альоша здобула звання «Співачка року» в рейтингу народних уподобань «Фаворити Успіху» в Україні.
Співачка має голос діапазоном чотири октави. Є авторкою багатьох власних, а також пісень Наталі Могилевської, дуету Олексія Потапенка та Анастасії Каменських.
У 2015 році Альоша випустила альбом «Точка на карте», який складається з двох частин. У 2016 році записала пісню «Поруч». Співачка зауважила, що в пісні використала невластивий собі стиль, але передала зміст словами, якими зазвичай користувався співак Кузьма.

### 2017—2018
31 травня 2017 року вийшов кліп на пісню «Калина», музику та слова до якої написала сама співачка. Відео одразу ж стало дуже популярним у YouTube та за рік зібрало близько 7 мільйонів переглядів, що впродовж 4 років дозволило йому триматися в 50 найпопулярніших українських музичних відео.
У грудні 2017 року відбулася премія M1 Music Awards: III елемент, де Альоша виступала з піснею «Калина». Саме цю композицію представили у трьох номінаціях: Спільний проект М1 і KissFM «Dance Parade», Найкращий виступ на церемонії та Червона рута (перемогла).
19 травня 2018 року палаці «Україна» в Києві відбулася премія «Золота жар-птиця», де Альоша була номінована в 5 категоріях: «Співачка року», «Хіт року» (перемогла), «Кліп року», «Народний хіт», «Dance-хіт» за пісню «Калина». При цьому під час концерту вона заспівала свою нову пісню «Текіла». Кліп на цю композицію з'явився в YouTube 24 травня 2018 року. За півроку він зібрав більше мільйону переглядів.
У грудні стало відомим, що співачка припинила співпрацю з продюсером Вадимом Лисицею після 15-ти років творчої праці. А вже на червоному хіднику церемонії нагородження премії M1 Music Awards. 4 сезони вона з'явилася з новою музичною командою на чолі з продюсером Євгеном Антипенком.

### 2019— дотепер
З 13 лютого по 17 квітня 2019 року відбувся тур «Поруч» у 20 містах України.
17 жовтня 2019 року Альоша разом із співаком Владом Дарвіним оголосили про дату презентації нового спільного альбому «Золота середина». Презентація відбулася в форматі Press-bedroom в готелі HYATT Regency Kyiv.
22 грудня 2019 року Альоша та Влад Дарвін презентували пісню «Щастя без провини».
У 2023 році виступила під час одного з півфіналів на Євробаченні, в дуеті з Ребеккою Фергюсон виконала пісню Ordinary World, вперше виконана британським гуртом Duran Duran.
З осені 2023 року замість псевдоніму «Альоша» («Alyosha»)  стала виступати під іменем «Олена Тополя».
У січні 2024 року вийшла спільна пісня "Via dall’Inferno” (Розбити Вавилон)" з італійським співаком Фабіо Де Вінченте.
Цей трек став першим у світі, який був написаний та скомпонований спільно італійським та українським артистами. Для популяризації цієї пісні Фабіо Де Вінченте відвідав Україну, де разом з Оленою Тополя представили її на головних радіостанціях та телеканалах країни. 
У квітні 2024 року Олена Тополя (Alyosha) запросила Фабіо Де Вінченте долучитися до її концертного туру містами України, включаючи Київ, Львів та Луцьк.

## Дискографія

### Студійні альбоми
- A World Outside Your Door (2010) випущений в Америці від компанії Sony BMG
- Точка на карте, Часть 1 (2015)
- Точка на карте, Часть 2 (2015)
- Маленький секрет (2017)
- Золота середина (2019)

### Саундтреки
- 2016 — пісня «Бегу» стала саундтреком до романтичної комедії «Жінки на тропі війни»
- 2017 — пісня «Капли» стала саундтреком до серіалу «Райське місце»
- 2020 — пісня «Птаха» стала саундтреком до українського драматичного телесеріалу «Сага», прем'єра якого відбулася на телеканалі «Україна»[25]

## Відеографія

### Як головна виконавиця
| Рік  | Назва                                                          | Режисер(и)                     | Альбом                    | Дж.           |  |
| ---- | -------------------------------------------------------------- | ------------------------------ | ------------------------- | ------------- |  |
| 2009 | «Снег»                                                         | Віктор Скуратовський           | «Точка на карте, Часть 1» | [ 26 ]        |  |
| 2010 | «Ты уйдёшь»                                                    | Віктор Скуратовський           | «Точка на карте, Часть 1» | [ 27 ]        |  |
| 2010 | «Sweet people»                                                 | Віктор Скуратовський           | без альбому               | [ 28 ]        |  |
| 2010 | «А я пришла домой»                                             | Олександр Сюткін               | «Точка на карте, Часть 1» |               |  |
| 2011 | «Смысл жизни» / «Ти — найкраща» (feat. Влад Дарвін)            | Олександр Філатович            | «Точка на карте, Часть 2» | [ 29 ] [ 30 ] |  |
| 2012 | «Больше чем любовь» (feat. Влад Дарвін)                        | Олександр Образ                | «Точка на карте, Часть 2» | [ 31 ]        |  |
| 2012 | «Феромоны любви»                                               | Олександр Філатович            | «Точка на карте, Часть 2» | [ 32 ]        |  |
| 2012 | «Точка на карте»                                               | Олександр Філатович            | «Точка на карте, Часть 2» | [ 33 ]        |  |
| 2013 | «Ты моё всё»                                                   | Олександр Філатович            | «Точка на карте, Часть 2» | [ 34 ]        |  |
| 2014 | «БЕЗоружная»                                                   | Олег Борщевський               | «Точка на карте, Часть 2» | [ 35 ]        |  |
| 2015 | «Моё сердце»                                                   | Глеб Сущев                     | «Точка на карте, Часть 2» | [ 36 ]        |  |
| 2015 | «Маленький секрет»                                             | Олена Кучер-Тополя             | «Маленький секрет»        | [ 37 ]        |  |
| 2016 | «Капли»                                                        | Олександр Філатович            | «Маленький секрет»        | [ 38 ]        |  |
| 2016 | «Бегу»                                                         | Олександр Філатович            | «Маленький секрет»        | [ 39 ]        |  |
| 2017 | «Калина»                                                       | Олександр Філатович            | «Маленький секрет»        | [ 40 ]        |  |
| 2017 | «На фоні Париж»                                                | Інна Грабар                    | «Маленький секрет»        | [ 41 ]        |  |
| 2018 | «Текіла»                                                       | Інна Грабар                    | Очікується                | [ 42 ]        |  |
| 2018 | «Дама»                                                         | Олег Борщевський               | Очікується                | [ 43 ]        |  |
| 2019 | «Горда»                                                        | Олег Борщевський               | Очікується                | [ 44 ]        |  |
| 2019 | «Планети»                                                      | Інна Грабар                    | Очікується                | [ 45 ]        |  |
| 2019 | «Пірнай» (feat. Влад Дарвін)                                   | Інна Грабар                    | «Золота середина»         | [ 46 ]        |  |
| 2020 | «Торнадо» (feat. Влад Дарвін)                                  | Інна Грабар                    | «Золота середина»         | [ 47 ]        |  |
| 2020 | «Лебеді»                                                       | Ярослав Савчак                 |                           |               |  |
| 2022 | «Моє море»                                                     | Ярослав Савчак                 |                           |               |  |
| 2022 | «Мене створив»                                                 | Ярослав Савчак                 |                           |               |  |
| 2023 | «Я на волі є»                                                  | Ярослав Савчак                 |                           |               |  |
| 2024 | «Via dall’Inferno (Розбити Вавілон)» (feat. Фабіо Де Вінченте) | Chris Andrade                  |                           | [ 48 ]        |  |
| 2024 | «Нірвана»                                                      | Аліса Панчук, Нікіта Атанасова |                           |               |  |
| 2024 | «Хочеш» (feat. DIBROVA)                                        | PUNCHBOX, Олексій Діброва      |                           |               |  |

### Як запрошена гостя
| Рік  | Назва         | Артист     | Режисер(и)                    | Дж. |
| ---- | ------------- | ---------- | ----------------------------- | --- |
| 2018 | «Лови момент» | «Антитіла» | Сергій Вусик, Дмитро Маніфест |     |
| 2019 | «Буде син»    | «Антитіла» | Сергій Вусик, Тарас Тополя    |     |

## Особисте життя
Жила в цивільному шлюбі з Вадимом Лисицею. З 2013 року в цивільному шлюбі з солістом гурту «Антитіла» Тарасом Тополею. У шлюбі народила дітей:
- Роман Тополя, нар. 3 квітня 2013 року.[50]
- Марк Тополя, нар. 30 листопада 2015 року.[51]
- Марія Тополя, нар. 14 серпня 2020 року[52].

## Нагороди та визнання

### Державні нагороди
- Відзнака Президента України «Золоте серце» (9 грудня 2022) — за вагомий особистий внесок у надання волонтерської допомоги та розвиток волонтерського руху, зокрема під час здійснення заходів із забезпечення оборони України, захисту безпеки населення та інтересів держави у зв'язку з військовою агресією Російської Федерації проти України та подолання її наслідків[53]

### Відзнаки
| Рік  | Премія                | Номінація                                  | Робота                                 | Результат | Дж.    |
| ---- | --------------------- | ------------------------------------------ | -------------------------------------- | --------- | ------ |
| 2011 | Фаворити Успіху       | Співачка року                              | Н/Д                                    | Перемога  |        |
| 2013 | YUNA                  | Найкращий дует                             | «Смысл жизни» разом із Владом Дарвіном | Перемога  | [ 54 ] |
| 2015 | YUNA                  | Найкраща пісня                             | «БЕЗоружная»                           | Номінація | [ 55 ] |
| 2015 | YUNA                  | Найкраща виконавиця                        | Н/Д                                    | Номінація | [ 55 ] |
| 2016 | YUNA                  | Найкращий альбом                           | «Точка на карте»                       | Номінація | [ 56 ] |
| 2017 | Viva! Найкрасивіші    | Найкрасивіша жінка України                 | Н/Д                                    | Номінація |        |
| 2017 | Viva! Найкрасивіші    | Мама року                                  | Н/Д                                    | Перемога  |        |
| 2017 | M1 Music Awards       | Червона рута                               | «Калина»                               | Перемога  | [ 57 ] |
| 2017 | M1 Music Awards       | Спільний проект М1 і KissFM «Dance Parade» | «Калина»                               | Номінація | [ 57 ] |
| 2017 | M1 Music Awards       | Найкращий виступ на церемонії              | «Калина»                               | Номінація | [ 57 ] |
| 2017 | Музична платформа     | Найкраща пісня                             | «Бегу»                                 | Перемога  | [ 58 ] |
| 2018 | YUNA                  | Найкраща пісня українською мовою           | «Калина»                               | Номінація | [ 59 ] |
| 2018 | Золота Жар-птиця      | Співачка року                              | Н/Д                                    | Номінація | [ 60 ] |
| 2018 | Золота Жар-птиця      | Хіт року                                   | «Калина»                               | Перемога  | [ 60 ] |
| 2018 | Золота Жар-птиця      | Кліп року                                  | «Калина»                               | Номінація | [ 60 ] |
| 2018 | Золота Жар-птиця      | Народний хіт                               | «Калина»                               | Номінація | [ 60 ] |
| 2018 | Золота Жар-птиця      | Dance-хіт                                  | «Калина»                               | Номінація | [ 60 ] |
| 2018 | Музична платформа     | Найкраща пісня                             | «Калина»                               | Перемога  | [ 61 ] |
| 2019 | Золота Жар-птиця      | Співачка року                              | Н/Д                                    | Номінація | [ 62 ] |
| 2019 | Золота Жар-птиця      | Хіт року                                   | «Текіла»                               | Номінація | [ 62 ] |
| 2019 | Музична платформа     | Найкраща пісня                             | «Дама»                                 | Перемога  | [ 63 ] |
| 2019 | Жінка III тисячоліття | Рейтинг                                    | Н/Д                                    | Перемога  |        |
| 2020 | Золота Жар-птиця      | Балада року                                | «Пірнай» разом із Владом Дарвіним      | Номінація | [ 64 ] |
| 2020 | Top Hit Music Awards  | Найкраща виконавиця на радіо               | Н/Д                                    | Перемога  |        |